# 威尔·克罗瑟斯
威尔·克罗瑟斯（英語：Will Crothers，1987年6月14日—），加拿大赛艇运动员。他曾代表加拿大参加2012年、2016年和2020年夏季奥林匹克运动会赛艇比赛，其中2012年奥运会获得一枚银牌。